# Scotoeurysa nigrocacuminis
Scotoeurysa nigrocacuminis är en insektsart som först beskrevs av Frederick Arthur Godfrey Muir 1926.  Scotoeurysa nigrocacuminis ingår i släktet Scotoeurysa och familjen sporrstritar. Inga underarter finns listade i Catalogue of Life.